# Paul Follot
Paul Follot (n. 17 iulie 1877, Paris, Franța – d. 10 martie 1942, Nisa, Franța) a fost un designer francez de mobilier de lux și obiecte de artă decorativă înainte de Primul Război Mondial. A fost unul dintre liderii mișcării Art Deco și a avut o influență uriașă în Franța și în alte țări. După război, a devenit șef al atelierului de artă decorativă Pomone al magazinului universal Le Bon Marché, realizând lucrări la prețuri accesibile, dar totuși elegante și de înaltă calitate.

## Viața

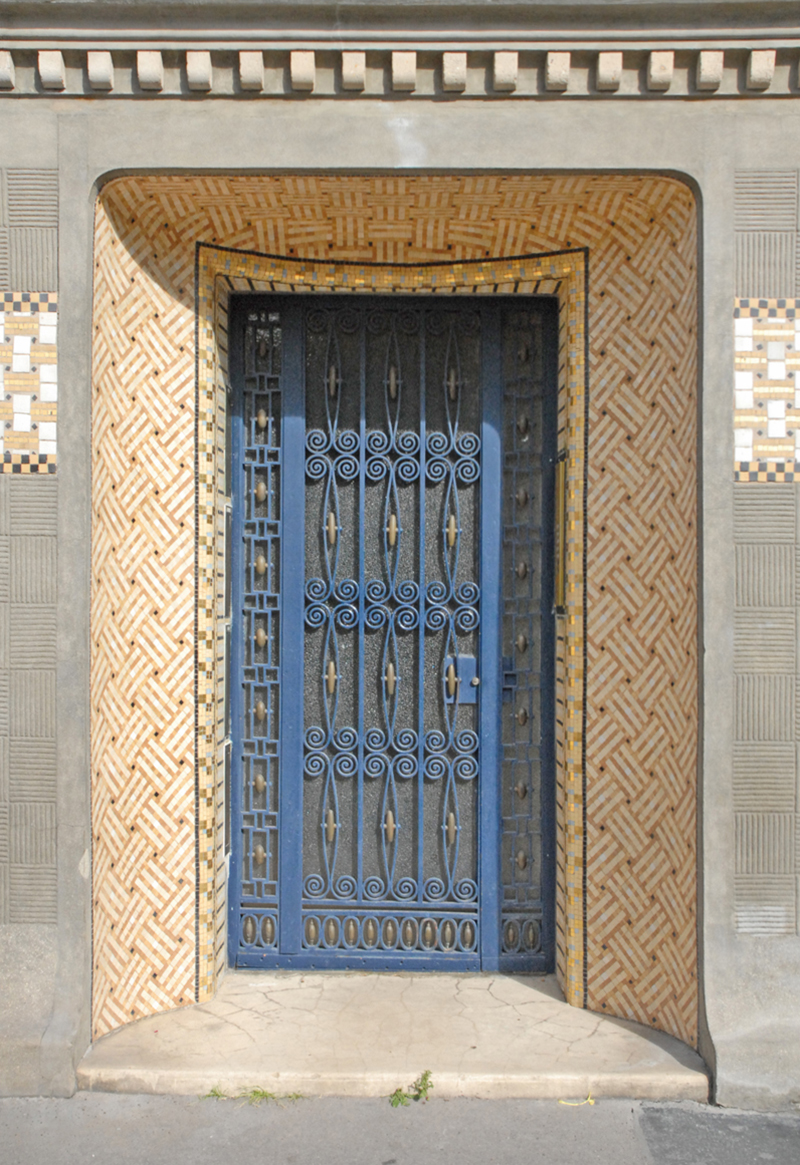
Intrare Art Nouveau cu ceramică din casa lui Follot, construită în 1911, la 5 rue Schoelcher, Paris

Paul Follot s-a născut în 1877 la Paris. Tatăl său a fost producătorul de tapet Félix Follot, de la Societé Charles Follot. Paul Follot s-a format ca sculptor.  A devenit elev al lui Eugène Grasset. Între 1901 și 1903 a realizat obiecte de argint Art Nouveau, textile, bronzuri și bijuterii pentru showroom-ul din Paris La Maison Moderne al lui Julius Meier-Graefe. Maurice Dufrêne a lucrat și pentru Meier-Graefe și l-a influențat puternic pe Follot. În 1903 Follot a fost membru fondator al L'Art dans Tout (Arta în tot), un grup de artiști care au promovat cu tărie munca artizanală franceză în fața produselor industriale, în special din Germania.
Începând cu 1910, Follot și-a condus propria companie de decorațiuni, care se adresa unei clientele bogate și care și-a câștigat o reputație de calitate și eleganță. A realizat mobilier de lux pentru compania sa. De-a lungul carierei sale, a proiectat textile pentru Cornille et Cie, covoare pentru Fabrica Savonnerie și argint pentru Christofle⁠(d). În 1911, a realizat modele de porțelanuri pentru compania Wedgwood⁠(d) din Anglia. Între 1910 și 1914 a proiectat noi forme de bijuterii. În 1913 a proiectat mobilier pentru Germain Lubin în care motivul era cornul abundenței. Follot a predat și un curs de artă decorativă pentru orașul Paris. A devenit unul dintre liderii mișcării Art Deco. A avut o influență uriașă în afara Franței, iar stilul său a fost adesea copiat.
După Primul Război Mondial, tot mai multe dintre marile magazine au început să opereze ateliere pentru a produce mobilier și obiecte de artă decorativă pentru clasa de mijloc. În 1923, Follot a preluat conducerea atelierului de artă decorativă Pomone din cadrul magazinului universal Le Bon Marché, care producea mobilier și decorațiuni accesibile și de bună calitate. A proiectat simbolul atelierului, un copac încărcat cu fructe. Pavilionul Pomone de la Expoziția Internațională de Arte Moderne Industriale și Decorative de la Paris din 1925 a avut un mare succes. Follot a proiectat fiecare cameră din pavilion și a contribuit, de asemenea, cu o anticameră la modelul expoziției „Ambasada modernă a Franței”.
Din 1928, Follot a fost director al filialei din Paris a Waring & Gillow⁠(d), o companie engleză de mobilă. În colaborare cu Serge Chermayeff, a introdus în firmă motivele fructelor, ghirlandelor și cornucopiei. Follot și-a reluat activitatea independentă ca decorator în 1931. În 1935 a fost însărcinat să decoreze vasul SS Normandie. În acel an a expus la Expoziția Internațională de la Bruxelles.

## Stil

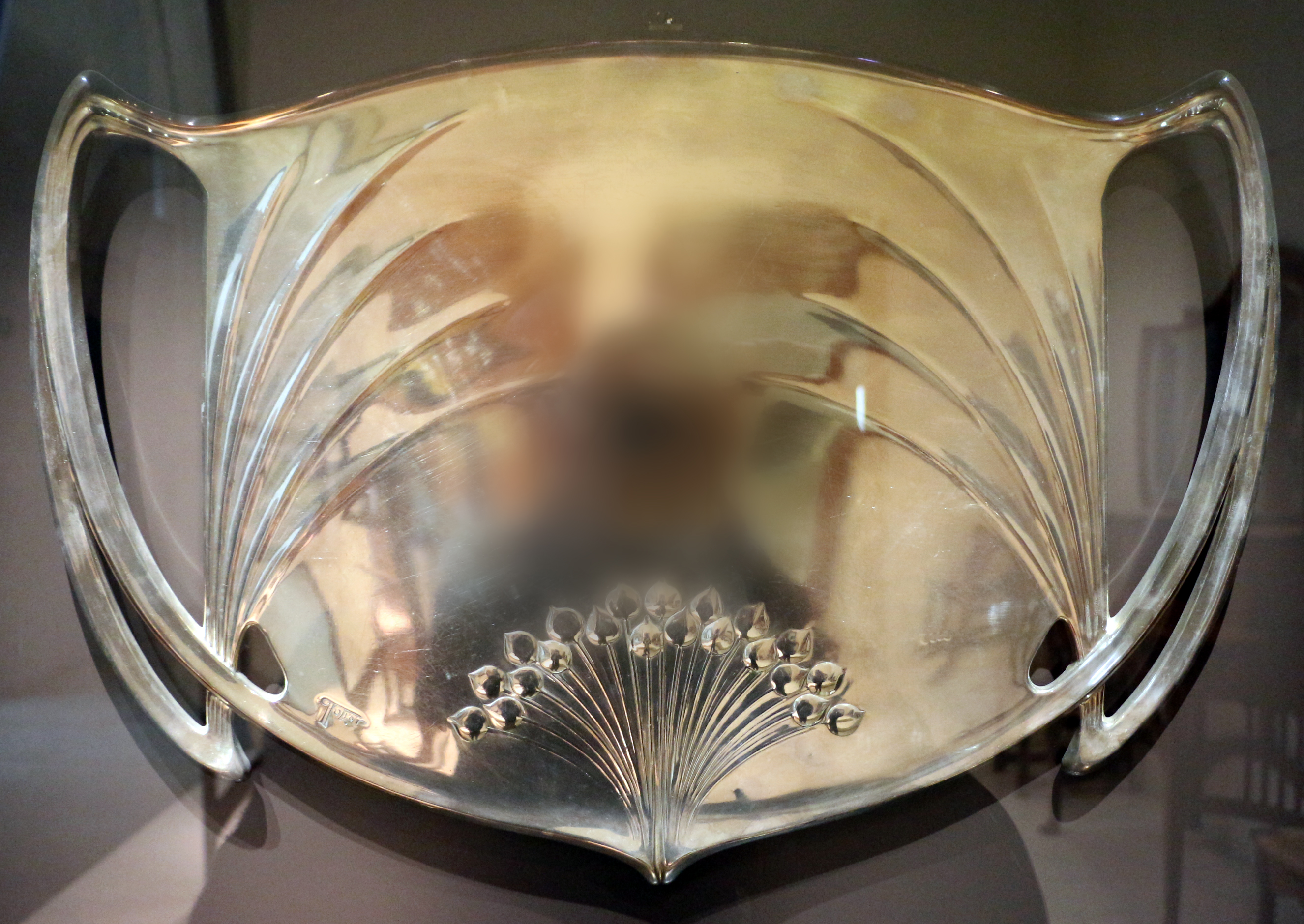
Tavă de ceai pentru Christofle, 1903, Musée d'Orsay, Paris

Primele proiecte ale lui Paul Follot reflectă renașterea gotică, cu motive foliate. Follot a căpătat gustul pentru motive și sculpturi în lemn de la Grasset. Motivele stilizate ale coșurilor de fructe sau de flori au fost sculptate în mod obișnuit în lemn masiv de Laurent Malclès. Follot a realizat piese bine tapițate în rame ușor curbate și ornamentate din lemn aurit. Îi plăcea să folosească materiale rare, cu incrustații de culori contrastante și frize din bronz aurit. Mobilierul său s-a apropiat mai mult de stilurile lui Ludovic al XVI-lea sau Empire decât de Art Nouveau contemporan.
După 1910, desenele lui Follot au devenit mai liniștite și mai clasice, pe măsură ce stilul său a evoluat spre Art Deco. Ansamblul de sufragerie al lui Follot din sicomor, abanos și amarant, expus la Salon d'Automne⁠(d) în 1912, este considerat a fi unul dintre primele exemple de Art Deco. Acesta urmează preceptele definite de André Vera⁠(d) în manifestul său L'Art décoratif din ianuarie 1912. Spătarele scaunelor din acest set avea un design ajurat care reprezenta un coș cu fructe și flori. Follot era un „purist” Art Deco și își vedea opera ca un rafinament al designului clasic francez.
Follot a proiectat textile și tapet în stiluri tradiționale și moderne. În 1928 Follot spunea: „Știm că numai „necesarul” nu este suficient pentru om și că superfluul este indispensabil pentru el, altfel să suprimăm și muzica, florile, parfumurile... și zâmbetele doamnelor!” Scriind despre interioarele lui Follot în Art et Décoration (1929), criticul Gabriel Mourey⁠(d) a afirmat că „Se respiră o atmosferă confortabilă și prețioasă, la adăpost de zgomotul, agitația și tumultul lumii exterioare. Fără violență, fără brutalitate.”

## Publicații
- Follot, Paul (1900). Documents de bijouterie et orfèvrerie modernes. Henri Laurens. p. 4.
- Follot, Paul (1927). Interieures français au salon des artistes décorateurs. C. Moraeu. p. 48.
- Waring, Samuel James; Follot, Paul (1928). Modern Art in French & English Decoration & Furniture: Exhibition, Waring & Gillow Galleries, 1928. Waring & Gillow. p. 25.
- Camard & associés; Follot, Paul (2011). Follot Paul, 1877-1941, arts décoratifs XXe: vente, Paris, Drouot Montaigne, 22 mars 2011. Camard & associés. p. 254.